# Usumacinta
Usumacinta – rzeka w Meksyku i Gwatemali. Rzeka ta przepływa przez tereny bagienne, tworząc liczne meandry. Usumacinta jest wykorzystywana do żeglugi na odcinku ok. 480 km. W środkowym biegu tworzy ona granicę pomiędzy Meksykiem oraz Gwatemalą.